# Louisa Chirico
Louisa Chirico, née le 16 mai 1996, est une joueuse de tennis américaine.

## Carrière
Elle remporte son premier tournoi ITF en simple à Sumter en Caroline du Sud en mai 2012. Elle se distingue en atteignant en novembre 2015 la finale du tournoi de Limoges en battant au premier tour Annika Beck, 56e joueuse mondiale, puis en demi-finale Francesca Schiavone.
En mai 2016, elle atteint les demi-finales du tournoi Premier Mandatory de Madrid après s'être qualifiée pour le tableau principal et avoir battu notamment la 17e mondiale Ana Ivanović. Ce beau parcours lui permet de monter pour la première fois dans le top 100 mondial.

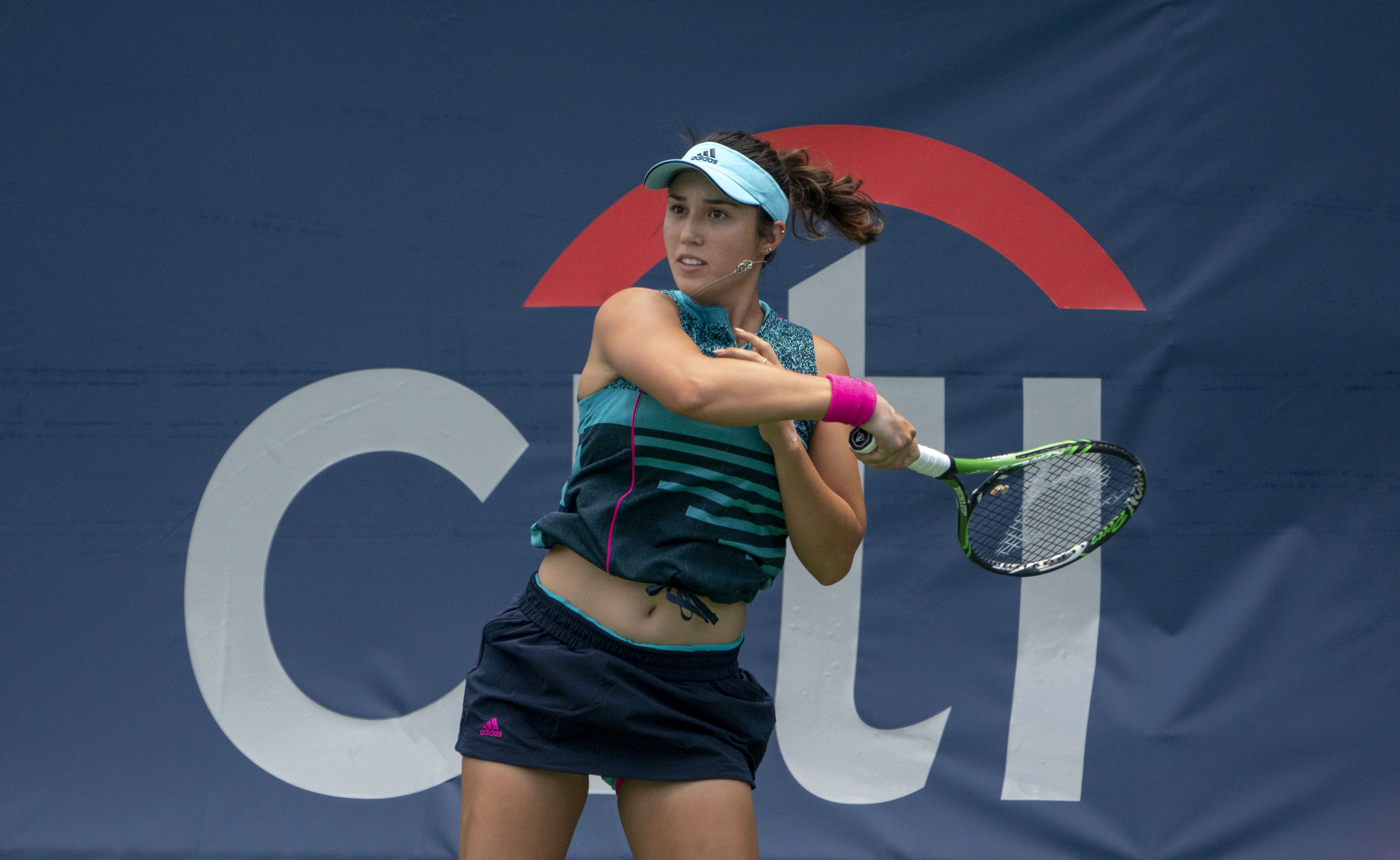
Louisa Chirico en 2018

## Palmarès

### Finales en simple en WTA 125
| No | Date       | Nom et lieu du tournoi                       | Catégorie | Dotation  | Surface      | Vainqueure          | Score     |          |
| -- | ---------- | -------------------------------------------- | --------- | --------- | ------------ | ------------------- | --------- | -------- |
| 1  | 09-11-2015 | Engie Open de Limoges, Limoges               | WTA 125   | 125 000 $ | Dur (int.)   | Caroline Garcia     | 6-1, 6-3  | Parcours |
| 2  | 09-06-2025 | BBVA Open Internacional de Valencia, Valence | WTA 125   | 115 000 $ | Terre (ext.) | Nuria Párrizas Díaz | 7-5, 7-69 | Parcours |

## Parcours en Grand Chelem

### En simple dames
| Année | Open d'Australie | Open d'Australie    | Internationaux de France | Internationaux de France | Wimbledon       | Wimbledon       | US Open         | US Open             |
| ----- | ---------------- | ------------------- | ------------------------ | ------------------------ | --------------- | --------------- | --------------- | ------------------- |
| 2013  | —                | —                   | —                        | —                        | —               | —               | Q3              | Aleksandra Krunić   |
| 2014  | —                | —                   | —                        | —                        | —               | —               | Q2              | Alexandra Panova    |
| 2015  | Q2               | Richèl Hogenkamp    | 1er tour (1/64)          | Ekaterina Makarova       | Q3              | Xu Yifan        | 1er tour (1/64) | Johanna Konta       |
| 2016  | —                | —                   | 2e tour (1/32)           | Venus Williams           | 1er tour (1/64) | Misaki Doi      | 1er tour (1/64) | A. Pavlyuchenkova   |
| 2017  | 1er tour (1/64)  | Eugenie Bouchard    | 1er tour (1/64)          | Jeļena Ostapenko         | Q1              | Jamie Loeb      | Q2              | Kaia Kanepi         |
| 2018  | Q1               | Zhu Lin             | —                        | —                        | —               | —               | —               | —                   |
|       |                  |                     |                          |                          |                 |                 |                 |                     |
| 2021  | —                | —                   | Q1                       | Jaqueline Cristian       | —               | —               | Q1              | Dalma Gálfi         |
| 2022  | —                | —                   | Q2                       | Donna Vekić              | 1er tour (1/64) | Paula Badosa    | Q1              | Nao Hibino          |
| 2023  | Q1               | Nao Hibino          | —                        | —                        | —               | —               | Q2              | Olivia Gadecki      |
| 2024  | —                | —                   | —                        | —                        | Q1              | Antonia Ružić   | Q1              | Déspina Papamichaíl |
| 2025  | Q1               | Kristina Mladenovic | Q1                       | Tamara Korpatsch         | Q1              | Taylor Townsend | Q1              | Fiona Crawley       |

N.B. : à droite du résultat se trouve le nom de l'ultime adversaire.

### En double dames
| Année | Open d'Australie                                                                | Open d'Australie | Internationaux de France                                                               | Internationaux de France                                                       | Wimbledon                                                                       | Wimbledon | US Open                                                                          | US Open |
| ----- | ------------------------------------------------------------------------------- | ---------------- | -------------------------------------------------------------------------------------- | ------------------------------------------------------------------------------ | ------------------------------------------------------------------------------- | --------- | -------------------------------------------------------------------------------- | ------- |
| 2014  | —                                                                               | —                | —                                                                                      | —                                                                              | —                                                                               | —         | 1er tour (1/32) K. Stewart \|\| style="text-align:left;" \| M. Erakovic A. Parra |         |
|       |                                                                                 |                  |                                                                                        |                                                                                |                                                                                 |           |                                                                                  |         |
| 2016  | —                                                                               | —                | 1er tour (1/32) N. Broady \|\| style="text-align:left;" \| V. Diatchenko G. Voskoboeva | 1er tour (1/32) A. Riske \|\| style="text-align:left;" \| A. Beck Y. Wickmayer | 2e tour (1/16) A. Riske \|\| style="text-align:left;" \| J. Görges Ka. Plíšková |           |                                                                                  |         |
| 2017  | 2e tour (1/16) E. Mertens \|\| style="text-align:left;" \| M. Lučić A. Petkovic | —                | —                                                                                      | —                                                                              | —                                                                               | —         | —                                                                                |         |

N.B. : le nom de la partenaire se trouve sous le résultat ; les noms des ultimes adversaires se trouvent à droite.

### En double mixte
| Année | Open d'Australie | Open d'Australie | Internationaux de France | Internationaux de France | Wimbledon                                                                       | Wimbledon | US Open                                                                             | US Open |
| ----- | ---------------- | ---------------- | ------------------------ | ------------------------ | ------------------------------------------------------------------------------- | --------- | ----------------------------------------------------------------------------------- | ------- |
| 2016  | —                | —                | —                        | —                        | 1er tour (1/32) D. Kudla \|\| style="text-align:left;" \| H. Watson H. Kontinen | —         | —                                                                                   |         |
| 2017  | —                | —                | —                        | —                        | —                                                                               | —         | 1er tour (1/16) B. Klahn \|\| style="text-align:left;" \| R. Atawo A.-U.-H. Qureshi |         |

N.B. : le nom du partenaire se trouve sous le résultat ; les noms des ultimes adversaires se trouvent à droite.

## Parcours en «Premier» et WTA 1000
Les tournois WTA « Premier Mandatory » et « Premier 5 » (entre 2009 et 2020) et WTA 1000 (à partir de 2021) constituent les catégories d'épreuves les plus prestigieuses, après les quatre levées du Grand Chelem. 

De 2009 à 2023, les tournois Premier Mandatory (dits tournois WTA 1000 obligatoires entre 2021 et 2023) regroupent Indian Wells, Miami, Madrid et Pékin, les autres constituant les tournois Premier 5 (tournois WTA 1000 non-obligatoires). À partir de 2024, le nombre de tournois WTA 1000 passe à 10 par saison (fin de l’alternance Doha / Dubaï), ces derniers devenant tous obligatoires et offrant tous 1000 points à la vainqueure (contre 900 points précédemment pour les tournois Premier 5).

### En simple dames
| Année |       |              |         |                          |                          |                         |            |                                   |                          |                              |  |                             |
| Doha  | Dubaï | Indian Wells | Miami   | Madrid                   | Rome                     | Canada                  | Cincinnati | Pékin                             |                          | Wuhan                        |  |                             |
| Doha  | Dubaï | Indian Wells | Miami   | Madrid                   | Rome                     | Canada                  | Cincinnati | Pékin                             | Guadalajara              |                              |  |                             |
| Doha  | Dubaï | Indian Wells | Miami   | Madrid                   | Rome                     | Canada                  | Cincinnati | Pékin                             |                          |                              |  |                             |
| 2015  |       | WTA 500      |         | 1er tour (1/64) D. Vekić |                          |                         |            |                                   |                          |                              |  |                             |
| 2016  |       |              | WTA 500 |                          |                          | 1/2 finale D. Cibulková |            |                                   | 1er tour (1/32) T. Babos | 1er tour (1/32) D. Kasatkina |  | 2e tour (1/16) D. Kasatkina |
| 2017  |       | WTA 500      |         | 2e tour (1/32) I.C. Begu | 1er tour (1/64) R. Ozaki |                         |            |                                   |                          |                              |  |                             |
|       |       |              |         |                          |                          |                         |            |                                   |                          |                              |  |                             |
| 2023  |       | WTA 500      |         |                          |                          |                         |            |                                   |                          |                              |  | 1er tour (1/32) J. Paolini  |
| 2024  |       |              |         |                          |                          |                         |            | 1er tour (1/32) A. Kalinskaya     |                          |                              |  |                             |
| 2025  |       |              |         |                          |                          |                         |            | 1er tour (1/64) J. Bouzas Maneiro |                          |                              |  |                             |

Sous le résultat, l’ultime adversaire.
1. 1 2   Les tournois de Doha et Dubaï alternent le statut de tournoi WTA 1000 (ex Premier 5) entre 2009 et 2023 : les trois premières éditions ont lieu à Dubaï, les trois suivantes à Doha, puis Dubaï accueille le tournoi de cette catégorie les années impaires et Dubaï les années paires. De 2011 à 2023, la ville qui n’accueille pas de WTA 1000 organise à la place un tournoi WTA 500 (ex Premier).
2. 1 2 3 4 5 6 7   L’ordre de déroulement des tournois a évolué depuis 2009 : Rome se dispute avant Madrid et Cincinnati avant Montréal/Toronto jusqu’en 2010, tandis que Tokyo (2009-2013)-Wuhan (2014-2019, 2024-)-Guadalajara (2022-2023) ont lieu avant Pékin jusqu’en 2023.

## Classements WTA en fin de saison
| Année          | 2012 | 2013 | 2014 | 2015 | 2016 | 2017 | 2018 | 2019 | 2020 | 2021 | 2022 | 2023 | 2024 |
| Rang en simple | 912  | 312  | 189  | 120  | 68   | 211  | 451  | 278  | 312  | 331  | 158  | 248  | 183  |
| Rang en double | –    | 304  | 221  | 458  | 293  | 278  | 338  | 656  | 827  | 1087 | 779  | 940  | 1293 |

Source : (en) Classements de Louisa Chirico sur le site officiel de la Fédération internationale de tennis